# Torneio Internacional do Rio de Janeiro de 1970
O Torneio Internacional do Rio de Janeiro de 1970, também conhecido por Torneio Internacional de Verão de 1970, foi a sexta edição deste torneio amistoso.
Participaram deste torneio as equipes brasileiras do Flamengo e do Vasco da Gama, a equipe argentina do Independiente e a Seleção Romena de Futebol, que estava se preparando para a disputa da Copa do Mundo daquele ano.
O Flamengo foi o campeão, sendo sua terceira conquista do Torneio Internacional do Rio de Janeiro. O time-base rubro negro nesta campanha era: Sidnei; Murilo, Washington, Tinho e Paulo Henrique; Liminha e Zanata; Doval, Dionísio, Fio e Arílson. Também atuaram o goleiro Marco Aurélio, Onça, Tinteiro, Rodrigues Neto, Ademir, Nei, Luis Carlos e Bianchini.

## Jogos
| Jogos |                         |                                     |                                    |
| #     | Data                    | Local                               | Partida (Resutado)                 |
| 01    | 14 de fevereiro de 1970 | Estádio do Maracanã, Rio de Janeiro | Vasco da Gama 1 - 1 Independiente  |
| 02    | 15 de fevereiro de 1970 | Estádio do Maracanã, Rio de Janeiro | Flamengo 4 - 1 Seleção Romena      |
| 03    | 18 de fevereiro de 1970 | Estádio do Maracanã, Rio de Janeiro | Vasco da Gama 0 - 2 Seleção Romena |
| 04    | 18 de fevereiro de 1970 | Estádio do Maracanã, Rio de Janeiro | Flamengo 6 - 1 Independiente       |
| 05    | 22 de fevereiro de 1970 | Estádio do Maracanã, Rio de Janeiro | Flamengo 2 - 0 Vasco da Gama       |
| 06    | 22 de fevereiro de 1970 | Estádio do Maracanã, Rio de Janeiro | Independiente 0 - 3 Seleção Romena |

### Ficha Técnica dos Jogos
Jogo 1
| 14 de fevereiro de 1970 | Vasco da Gama | 1 x 1     | Independiente | Estádio do Maracanã (Rio de Janeiro) |
|                         |               | Resultado |               |                                      |

Jogo 2
| 15 de fevereiro de 1970 | Flamengo                   | 4 x 1    | Seleção Romena | Estádio do Maracanã (Rio de Janeiro) |
|                         | Arilson · Doval · Dionísio | Detalhes | Flavius Domide |                                      |

Jogo 3
| 18 de fevereiro de 1970 | Vasco da Gama | 0 x 2     | Seleção Romena | Estádio do Maracanã (Rio de Janeiro) |
|                         |               | Resultado |                |                                      |

Jogo 4
| 18 de fevereiro de 1970 | Flamengo                                                          | 6 x 1         | Independiente          | Estádio do Maracanã (Rio de Janeiro) |
|                         | Fio Maravilha 8' · Doval 12' 35' · Dionísio 15' 51' · Liminha 23' | Ficha Técnica | Vicente De La Mata 30' |                                      |

Jogo 5
| 22 de fevereiro de 1970 | Flamengo          | 2 x 0     | Vasco da Gama | Estádio do Maracanã (Rio de Janeiro) |
|                         | Liminha · Arilson | Resultado |               |                                      |

Jogo 6
| 22 de fevereiro de 1970 | Independiente | 0 x 3     | Seleção Romena | Estádio do Maracanã (Rio de Janeiro) |
|                         |               | Resultado |                |                                      |

## Premiação
| Torneio Internacional do Rio de Janeiro de 1970 |
| ----------------------------------------------- |
|                                                 |
| Flamengo (3º título)                            |